# Jenő Hámori
Jenő Arhand Hámori –conocido como Gene Hámori– (Győr, 27 de agosto de 1933) es un deportista húngaro que compitió en esgrima, especialista en la modalidad de sable (desde 1957 participó bajo la nacionalidad estadounidense).
Participó en dos Juegos Olímpicos de Verano, obteniendo una medalla de oro en Melbourne 1956 en la prueba por equipos. Ganó una medalla de oro en el Campeonato Mundial de Esgrima de 1955.

## Palmarés internacional
| Representando a Hungría |                       |                |                   |
| Juegos Olímpicos        |                       |                |                   |
| Año                     | Lugar                 | Medalla        | Prueba            |
| 1956                    | Melbourne (Australia) | Medalla de oro | Sable por equipos |
| Campeonato Mundial      |                       |                |                   |
| Año                     | Lugar                 | Medalla        | Prueba            |
| 1955                    | Roma (Italia)         | Medalla de oro | Sable por equipos |